# Jack (mèo)
Mèo Jack (khoảng 2005 - 6 tháng 11 năm 2011) là một con mèo rừng Na Uy bị mất vào ngày 25 tháng 8 năm 2011 bởi những người xử lý hành lý của American Airlines tại Sân bay Quốc tế John F. Kennedy trước cơn bão Irene. Một chiến dịch có tên "Mèo Jack bị mất trong hành lý của AA tại JFK" đã được những người yêu động vật bắt đầu để giúp tìm ra con mèo, với hơn 24.000 người bạn của Jack tham gia trang Facebook được liên kết. Gần hai tháng sau khi nó mất tích, chiến dịch chỉ định ngày 22 tháng 10 là "Ngày nhận thức của chú mèo". Con mèo được tìm thấy ngay sau đó vào ngày 25 tháng 10 nhưng bị mất nước nghiêm trọng và suy dinh dưỡng sau khi thử thách 61 ngày. Do bị nhiễm trùng và chấn thương, Jack đã được cho an tử vào ngày 6 tháng 11 năm 2011.

## Biến mất
Nhân viên sân bay chịu trách nhiệm vận chuyển cũi đến khu vực FIS đã nạp một cũi lên trên một chiếc cũi khác, và trong khi cũi đứng yên và chờ được chất lên máy bay, chiếc cũi nằm trên đỉnh rơi xuống đất. Tác động của cú ngã khiến chiếc cũi tách ra và con mèo đã trốn thoát.

## Tìm kiếm
Toàn bộ khu vực FIS, nơi việc này xảy ra, đã được tìm kiếm và nỗ lực tìm kiếm ngay Jack đã không thành công. Những nỗ lực sau đó để xác định vị trí của Jack cũng không thành công. Một số nỗ lực của AA để xác định vị trí của Jack bao gồm: đăng ảnh của Jack tại các khu vực quan trọng xung quanh JFK và các doanh nghiệp địa phương, tham khảo ý kiến của Hiệp hội liên minh thị trưởng để thiết lập các bẫy nhân đạo trên sân bay, tham khảo ý kiến của chính quyền cảng và đại diện quản lý động vật hoang dã, thuê một người theo dõi thú cưng chuyên nghiệp và canh gác,...
Tuy nhiên, mặc dù tất cả các lần xuất hiện tìm kiếm mà AA đưa ra, nhưng thực tế rất ít được thực hiện để tìm thấy con mèo. Kế hoạch của họ là "bỏ đói nó" để anh ta rời khỏi trần nhà, và họ thực sự đã thành công; kế hoạch đó dẫn đến cái chết của nó. AA cũng liên tục xóa các bài đăng khỏi trang Facebook của họ và cấm mọi người bình luận, vì họ đã cố gắng che đậy vụ việc.
Vào ngày 25 tháng 10, 61 ngày sau khi mất tích, Jack rơi xuống trần nhà trong khu vực hải quan.